# Dynastinae
Sous-famille
Les Dynastinae forment une sous-famille d'insectes de la famille des Scarabaeidae. Ils comptent parmi les coléoptères les plus massifs. Les spécimens mâles utilisent leur corne caractéristique pour évincer un concurrent du même sexe, lors des combats visant l'accouplement.

## Dénomination
La sous-famille a été décrite par l'entomologiste britannique William Sharp MacLeay en 1819, sous le nom de Dynastinae.

### Noms vernaculaires
- Dynaste : ce nom ne doit pas être confondu avec le nom d'un genre de cette sous-famille, Dynastes, même si ce terme dérive de celui du genre[1].
- Scarabées rhinocéros : ils sont appelés ainsi à cause de leurs cornes caractéristiques, portées par les mâles de la plupart des espèces du groupe.

## Description
Un dynaste est un coléoptère dont la taille varie de 1 à 16 cm de long, cornes comprises. 
Les mâles possèdent une  à trois voire quatre cornes céphaliques  et/ou thoraciques. A la différence des autres dynastinae, l'espèce Chalcosoma atlas est caractérisée par une longue corne céphalique et deux cornes thoraciques émergeant de chaque côté du pronotum, 
Le stade larvaire est relativement long et peut s'étaler sur plusieurs années chez certaines espèces. Les larves sont dites saproxylophages, c'est-à.dire puisant leurs ressources nutritives dans le bois et les racines en décomposition de plantes, arbres et arbustes — mais non pas phytophages. À l’état larvaire, les dynastes concourent activement au recyclage des matières organiques en humus ou en compost ce qui améliore la fertilité du sol.  
Les imagos (adultes) se nourrissent de bourgeons, feuilles, fleurs, nectar, pollen et fruits de divers plantes, arbres et arbustes. Ils sont particulièrement voraces, ce qui en fait une menace pour l'agriculture, les potagers et les jardins d’ornement en cas de prolifération non refrénée par: 
- leurs prédateurs naturels : fourmis, hérissons, lézards, oiseaux (notamment les moineaux, mésanges, étourneaux, merles) et certains mammifères, comme les taupes et les blaireaux, ces derniers appréciant aussi bien les larves que les imagos ;
- Les milieux secs car les larves ne se développent pas dans les substrats secs et finissent par périr ;
- Les plantes qui répulsent les dynastes en raison de leur odeur ou de leur toxicité : Lilas, houx, cornouillers, érables rouges, résineux, géraniums, pélargoniums, ricins ou encore delphiniums ;.

Les scarabées rhinocéros sont proportionnellement à leur taille, les animaux les plus forts sur la planète. Ils peuvent soulever jusqu'à 850 fois leur propre poids. À titre de comparaison, si un être humain de taille et poids moyens avait la même force, il serait apte à soulever un objet de 65 tonnes.

## Reproduction
Le cycle de vie de ces insectes, appelés Holométaboles, se compose de quatre grandes phases. Les femelles pondent entre 20 et 50 œufs, suivant les espèces, desquels sortira une larve. La larve se nymphosera ensuite, d'où sortira un imago (adulte). La durée du cycle est de 7 ou 8 mois pour des espèces de tailles moyennes (Xylotrupes gideon, Allomyrina dichotoma) et peut durer 4 voire 5 ans pour Dynastes neptunus.

## Galerie

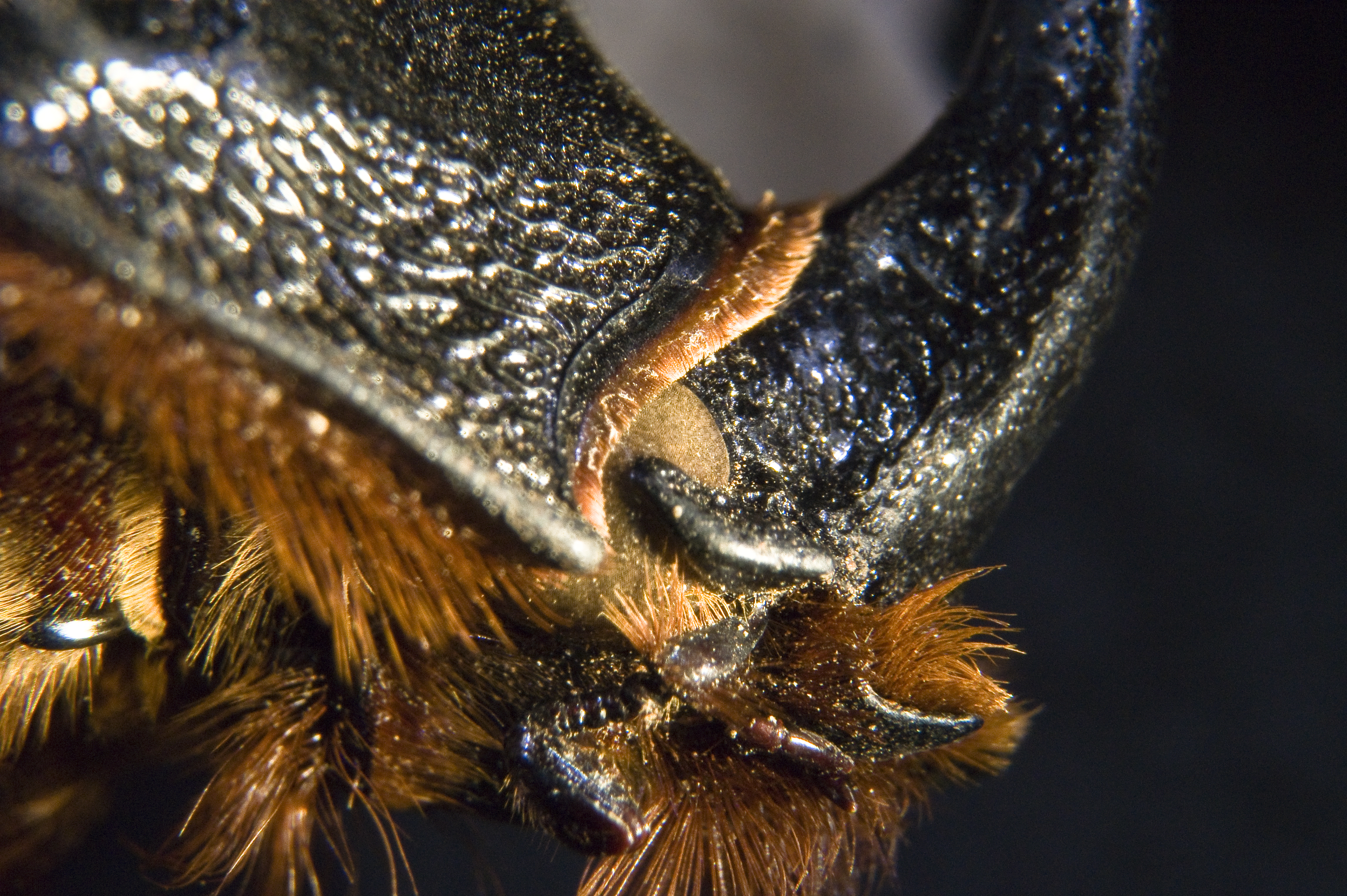
Oryctes nasicornis (Œil droit)
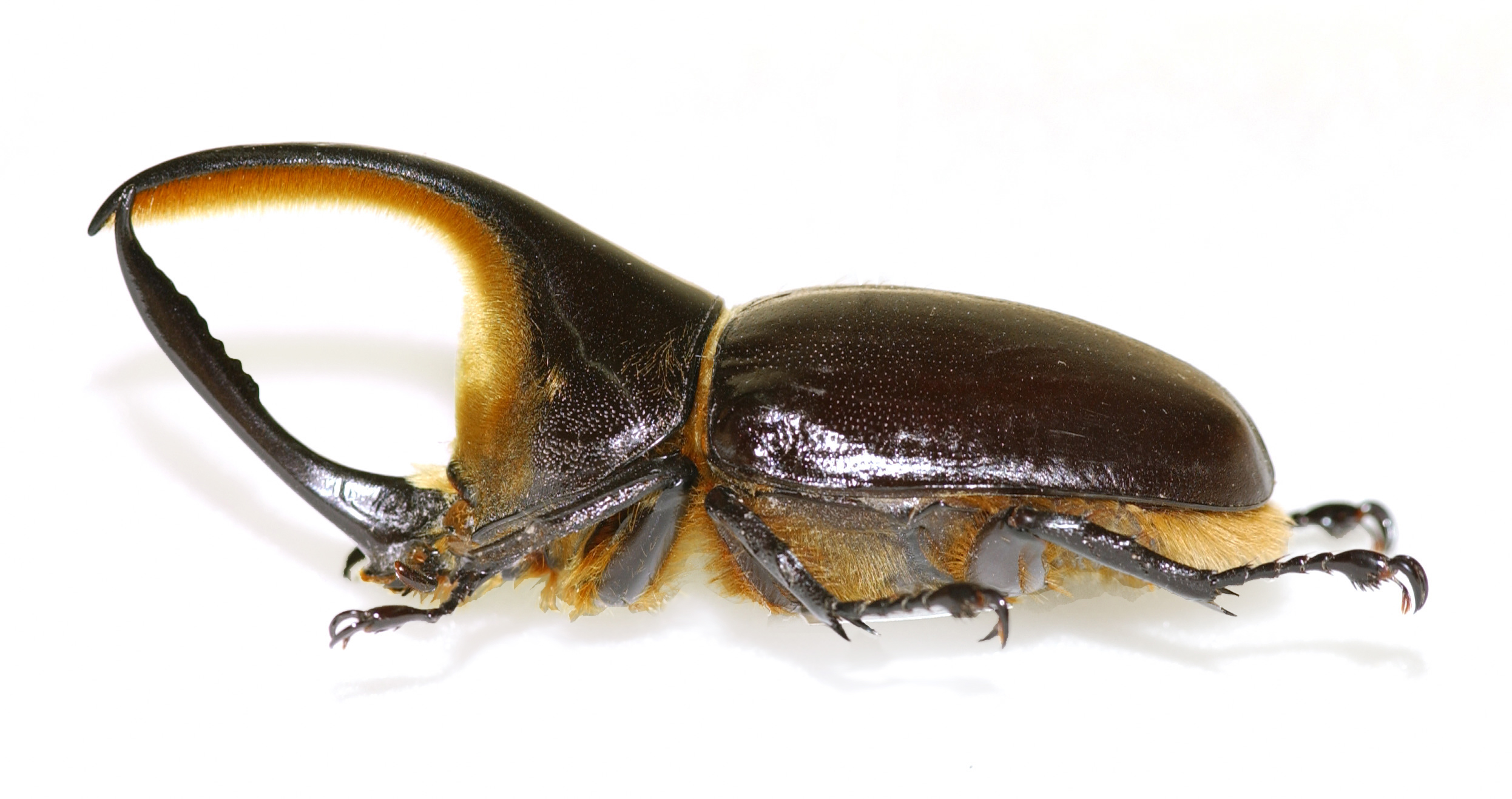
Dynastes satanas (mâle)  (Musée d'histoire naturelle de Lille)

## Répartition
Ils sont présents sur tous les continents sauf l'Antarctique. Citons pour l'Amérique du Sud les genres Megasoma et Golofa, en Amérique du Nord le genre Dynastes, en Europe le genre Oryctes, en Afrique le genre Augosoma, en Asie le genre Chalcosoma, et en Océanie les Eupatorus.

## Taxinomie
Pour certains entomologistes américains, les « dynastes » ou « dynastinés » (Dynastinae)  forment la sous-famille des « scarabées nasicornes » (dont le « scarabée rhinocéros »), de la famille des scarabées (Scarabaeidae). Les entomologistes européens ne reconnaissent que le genre Oryctes pour ces scarabées et classent les genres de dynastes européens en tribus (et sous-tribus pour certaines) indépendantes des dynastes américains (tribu des Dinastini), au sein de la même sous-famille des dynastinés.
L'usage du terme vernaculaire « dynastes » est donc ambigu selon les sources qui peuvent confondre la sous-famille des Dynastinae avec la tribu des Dynastini (comprenant l'espèce des Dynastes elle-même). La morphologie et la fonction de la corne nasale sont également très différentes entre les genres européens (fonction défensive ou offensive uniquement) et américains (fonction également préhensive  pour former une pince articulée dans la partie inférieure sur l'appareil mandibulaire très développé, là où les genres européens ont des cornes mandibulaires beaucoup plus courtes).

### Tribus
Selon BioLib (8 juillet 2021) :
- Agaocephalini (Burmeister, 1847)
- Cyclocephalini (Laporte de Castelnau, 1840)
- Dynastini (MacLeay, 1819), genres de dynastes américains
- Oryctini (Mulsant, 1842), genres de dynastes européens
- Oryctoderini (Endrödi, 1966)
- Pentodontini (Mulsant, 1842), genres de dynastes européens
- Phileurini (Burmeister, 1847)
- Hexodontini (Lacordaire, 1856)

### Genres rencontrés en Europe
- tribu des Oryctini (Mulsant, 1842) :
  - Anomacaulus
  - Blabephorus
  - Calypsoryctes 
  - Ceratoryctoderus
  - Clyster
  - Coelosis
  - Cyphonistes
  - Dichodontus
  - Dinoryctes
  - Enema (Hope, 1837)
  - Gibboryctes
  - Heterogomphus
  - Hispanioryctes
  - Irazua
  - Hoploryctoderus
  - Licnostrategus
  - Megaceras
  - Megaceropsis
  - Oryctes (Illiger, 1798), dont Oryctes nasicornis (souvent appelé scarabée rhinocéros)
  - Oryctoantiquus (genre disparu)
  - Podischnus
  - Scapanes
  - Strategus
  - Tehuacania 
  - Trichogomphus
  - Xyloryctes
- tribu des Pentodontini (Mulsant, 1842) :
  - sous-tribu des Cheiroplatina :
    - Cheiroplatys

  - sous-tribu des Dipelicina :
    - Dipelicus

  - sous-tribu des Pentodontina :
    - Bothynus
    - Calicnemis (Laporte de Castelnau, 1832)
    - Pentodon (Hope, 1837)
    - Podalgus

  - sous-tribu des Pseudoryctina :
    - Pseudoryctes

  - autres genres :
    - Adoryphorus
    - Coptognathus
    - Corynophyllus
    - Dasygnathus
    - Diloboderus
    - Euetheola
    - Eutyctus
    - Heteronychus
    - Ligyrus
    - Lonchotus
    - Oxyligyrus
    - Papuana
    - Parapucaya
    - Pericoptus
    - Phyllognathus (Eschscholtz, 1830)
    - Pycnoschema
    - Temnorhynchus (Hope, 1837)
    - Tomarus

### Autres genres
- Dynastes, Linnaeus, 1758
- Aegopsis
- Allomyrina (Allomyrina)
- Chalcosoma (scarabée Atlas)
- Eupatorus Burmeister, 1847 (scarabée à cinq cornes)
- Golofa Hope, 1837
- Golopha
- Heterogomphus
- Homophileurus
- Megacerna
- Megasoma (scarabée éléphant)
- Pachyorictes
- Phileurus (scarabée tricératops)
- Strategus (scarabée bœuf)
- Trichogomphus
- Trypoxylus
- Xyloryctes
  - Xyloryctes faunus
  - Xyloryctes gideon
- Xylotrupes (scarabée princesse)

### Dynastinés non classifiés
- Phileurini (Burmeister, 1847) sp. PHILoz